# Piper recessum
Piper recessum är en pepparväxtart som beskrevs av Rhys Owen Gardner. Piper recessum ingår i släktet Piper och familjen pepparväxter. Inga underarter finns listade i Catalogue of Life.